# Convento de Santa Clara (Pontevedra)
El convento de Santa Clara es un antiguo convento de clausura de la Orden de las Clarisas, situado en el centro de la ciudad española de Pontevedra, en la calle Santa Clara, cerca de la desaparecida Puerta de Rocheforte o Santa Clara de la muralla medieval. 
Fundado en 1271, el convento cerró en 2017. En 2021 el Ayuntamiento de Pontevedra compró el edificio a la Orden, y en 2023 lo cedió a la Diputación de Pontevedra para que pasase a formar parte del Museo de Pontevedra.

## Historia
Según la tradición, en este lugar se había levantado anteriormente un convento de los templarios. El convento actual se fundó en 1271 y en su construcción, que comenzó en 1339, influyó el interés de doña Teresa Pérez de Sotomayor, hija del poeta y aristócrata Pay Gómez Chariño. La primera referencia documentada a una comunidad de monjas bajo la advocación de Santa Clara data de 1293. La construcción de la iglesia se prolongó a lo largo de los siglos. En 1362, de hecho, aún no se había terminado la cabecera.
Gracias a numerosas donaciones privadas, la iglesia se amplió en los siglos XIV y XV. También se amplió el convento, que se convirtió en refugio predilecto de las hijas solteras de la nobleza. En los siglos XVI y XVII se realizaron en el convento añadidos, modificaciones y ampliaciones. A lo largo de los siglos, el convento de Santa Clara conoció diversas vicisitudes. En 1702, tras la derrota de la flota española en la batalla de Rande, las monjas de clausura tuvieron que abandonar el convento y refugiarse en Cotobad. En 1719, tuvieron que marchar a Santiago de Compostela, huyendo de la invasión inglesa dirigida por el general Honywood, que arrasó la ciudad y quemó sus edificios más importantes. Más tarde, durante la  Guerra de la Independencia española contra los franceses, tuvieron que huir durante ocho meses, y a su regreso el convento había sido saqueado y parte de él quemado. Tras la desamortización española, las monjas tuvieron que abandonar nuevamente el convento en 1868. En esa época, el convento fue ocupado por los niños del hospicio, hasta que fue devuelto a las monjas el 1 de octubre de 1875, gracias a las negociaciones entre el arzobispo de Santiago de Compostela, Miguel Payá y Rico, y el rey Alfonso XII.
Este emblemático edificio forma parte del catálogo del patrimonio cultural gallego desde 1994. El convento fue cerrado el 25 de septiembre de 2017 debido a la falta de vocaciones religiosas y a la avanzada edad de las pocas monjas que aún residían en él.
El 1 de diciembre de 2021, el Ayuntamiento de Pontevedra compró el convento a las Clarisas por 3,2 millones de euros y pasó a ser propiedad municipal. El 3 de enero de 2023, el Ayuntamiento cedió la propiedad del convento a la Diputación de Pontevedra conservando el derecho de uso público de los jardines y el bosque. La Diputación se comprometió a integrar el convento en el Museo de Pontevedra como el séptimo edificio de la institución tras una restauración integral.
El 9 de junio de 2023 se seleccionó el anteproyecto de los arquitectos Nieto & Sobejano para la restauración del convento como séptima sede del museo. Los aspectos más destacados del proyecto son un sutil cerramiento del claustro, una zona de recepción bajo una gran marquesina en el centro de la finca y la creación de una zona arqueológica semisoterrada de tres plantas en el lado este. La zona de recepción en medio de la finca se transformará en un mirador con vistas al claustro, lo que permitirá organizar todas las circulaciones y la distribución de los usos, así como la organización de los espacios.

## Descripción

### La iglesia
La iglesia data principalmente del siglo XIV. La construcción sigue el modelo gótico de la iglesia de San Francisco, aunque es más sencilla. Tiene una sola gran nave rectangular sin crucero y un ábside poligonal, y está cubierta con bóveda de abanico. Tiene tres grandes vidrieras en el interior y hay importantes retablos barrocos. El altar mayor data de 1730 y es de estilo barroco churrigueresco. También del siglo XVIII son los dos retablos laterales neoclásicos. Hay otro retablo barroco con la imagen de la Virgen de los Desamparados. El interior de la iglesia cuenta también con un órgano de 1795 y un relicario de San Vicente Mártir a los pies del altar mayor. La iglesia combina la imaginería románica en sus canecillos con un estilo gótico ojival en su arquitectura.
En el exterior, reformado en época barroca, se aprecia el muro del Evangelio de dos puertas, en el que la puerta gótica esculpida, del último cuarto del siglo XIV, muestra el tema del Juicio Final. En las arquivoltas se pueden ver el busto de Cristo Juez mostrando sus llagas, San Pedro con las llaves o un ángel tocando la trompeta, entre otras figuras. El edificio contiguo al convento fue construido en 1880 para servir de residencia veraniega del arzobispo, cardenal Quiroga Palacios.

### El convento
El convento tiene un claustro, con un jardín en forma de cruz, un crucero y una fuente al estilo de la de la plaza de la Herrería. En la parte posterior del convento hay un gran jardín de 12.000 metros cuadrados, cuyo muro de cierre da a la plaza de Barcelos. En la capilla exterior situada en el jardín hay un tímpano policromado del siglo XV que representa a la Virgen con el Niño flanqueada por Santa Clara y San Francisco.
El claustro sólo tiene dos lados. En el centro la fuente de piedra está coronada por la figura de Santa Clara, portando una rama de olivo y una hostia. El convento cuenta también con un huerto y un jardín donde predominan los manzanos, ciruelos, avellanos y castaños. En el centro del jardín se encuentra la pequeña capilla de los Ángeles.

## Cultura
Los novios acudían al convento a llevar huevos y otras ofrendas para intentar asegurarse el sol el día de su boda.

## Galería de imágenes

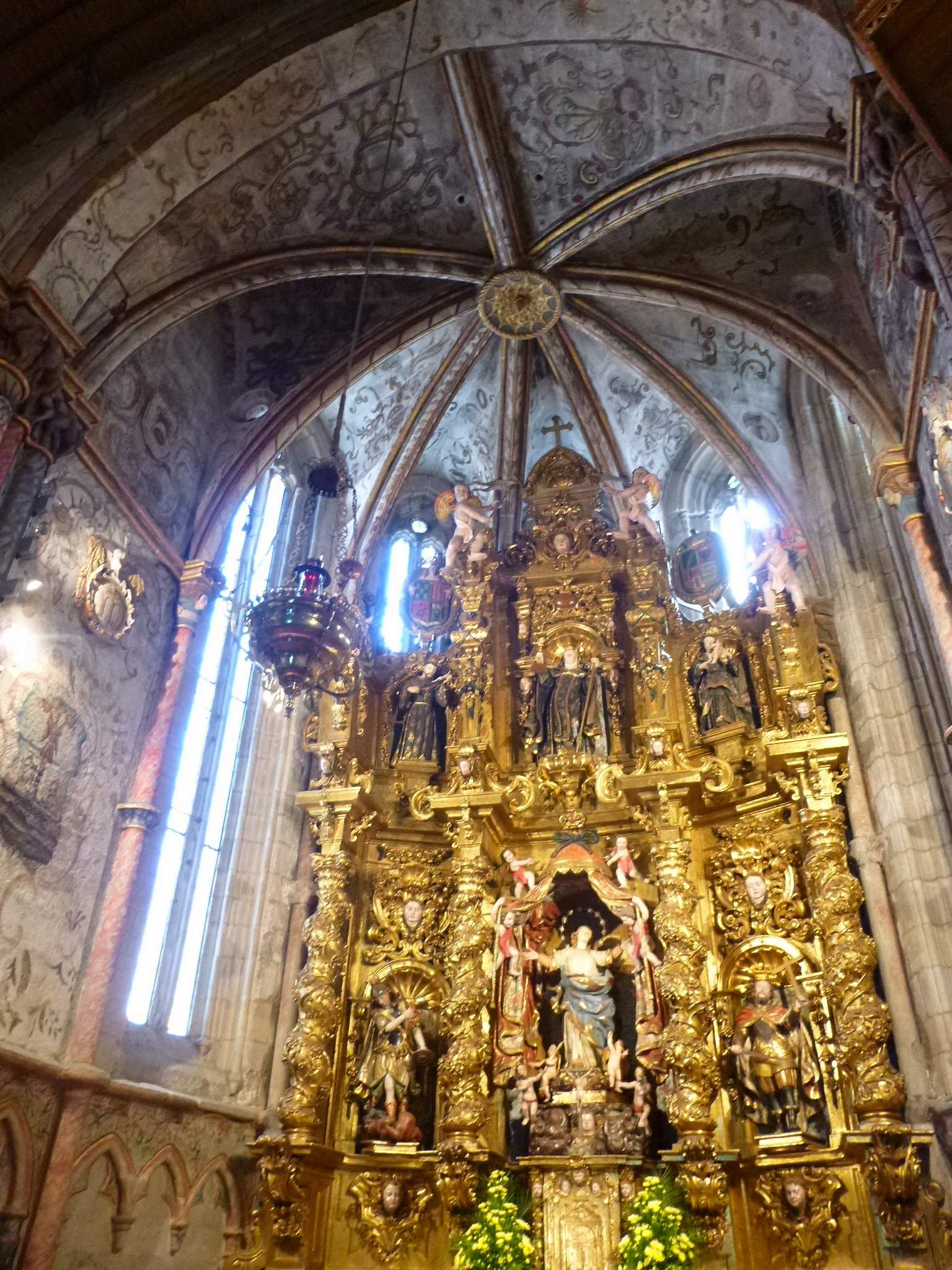
Retablo del altar mayor
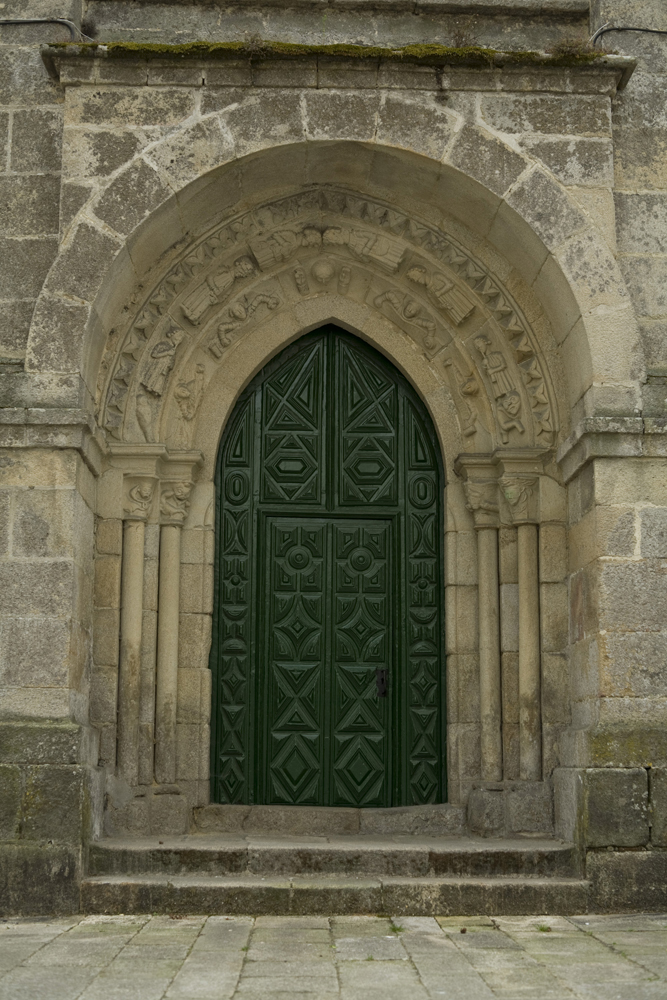
Puerta gótica
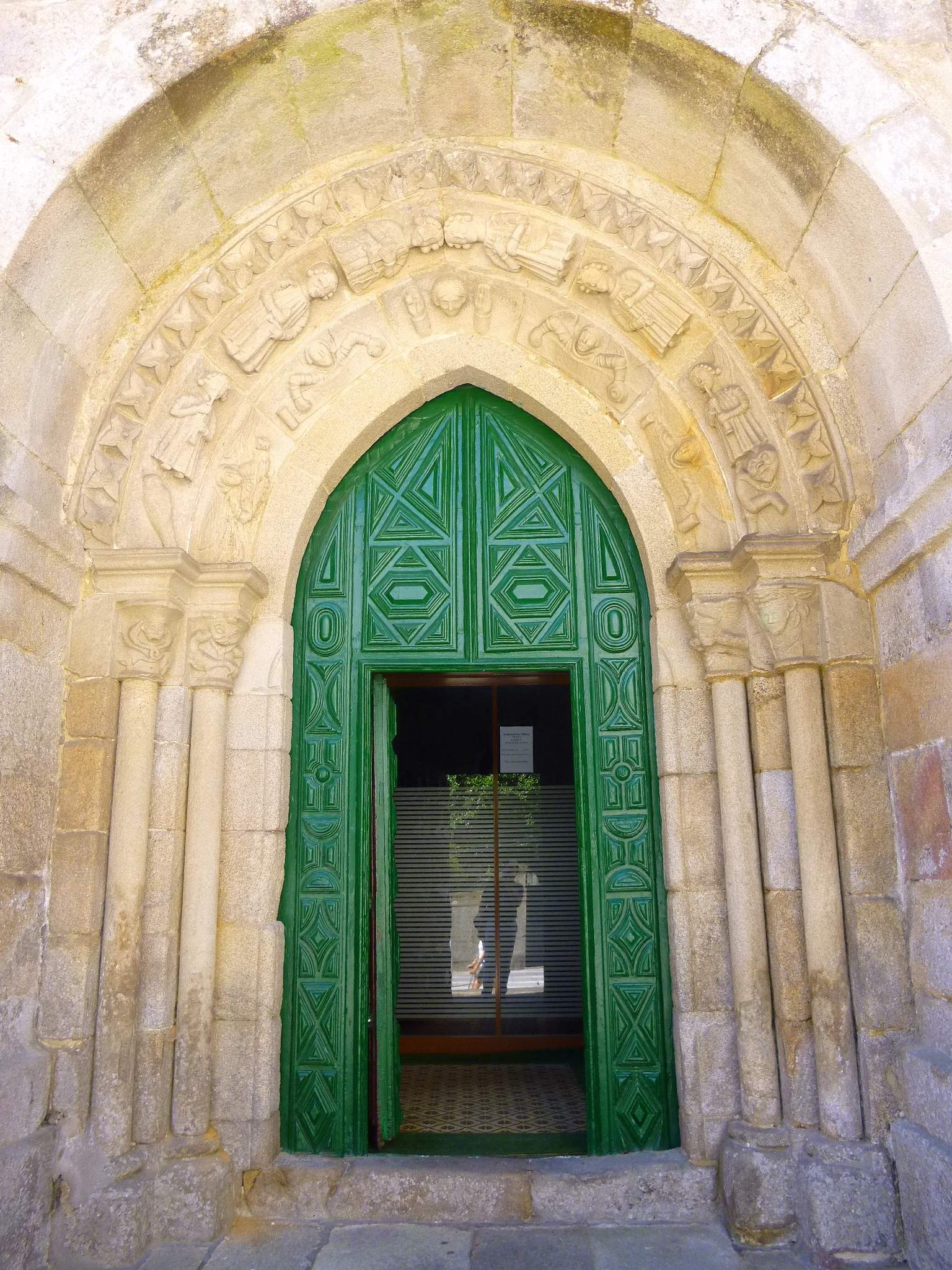
Puerta gótica y arquivoltas
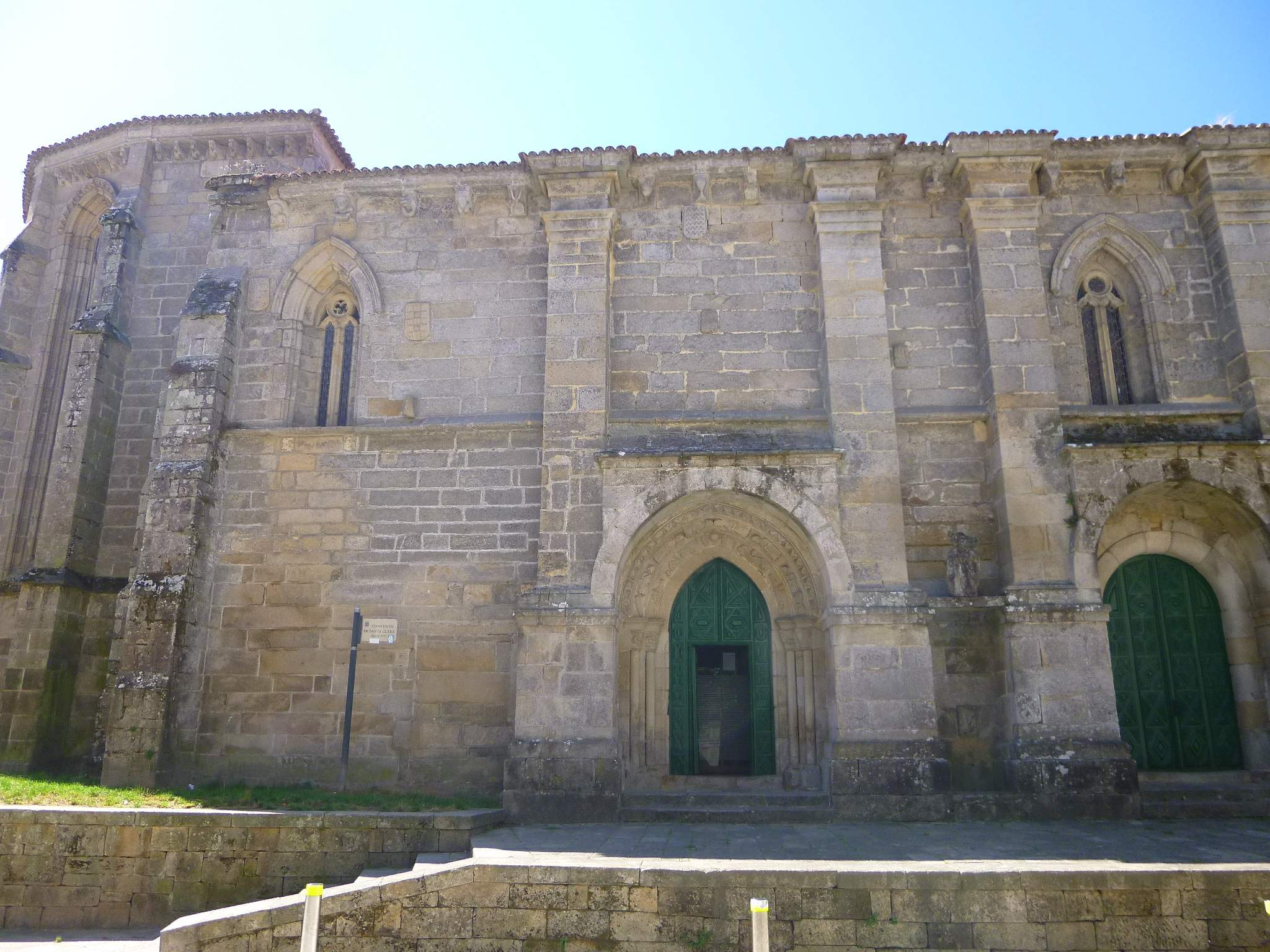
Muro del Evangelio con dos puertas
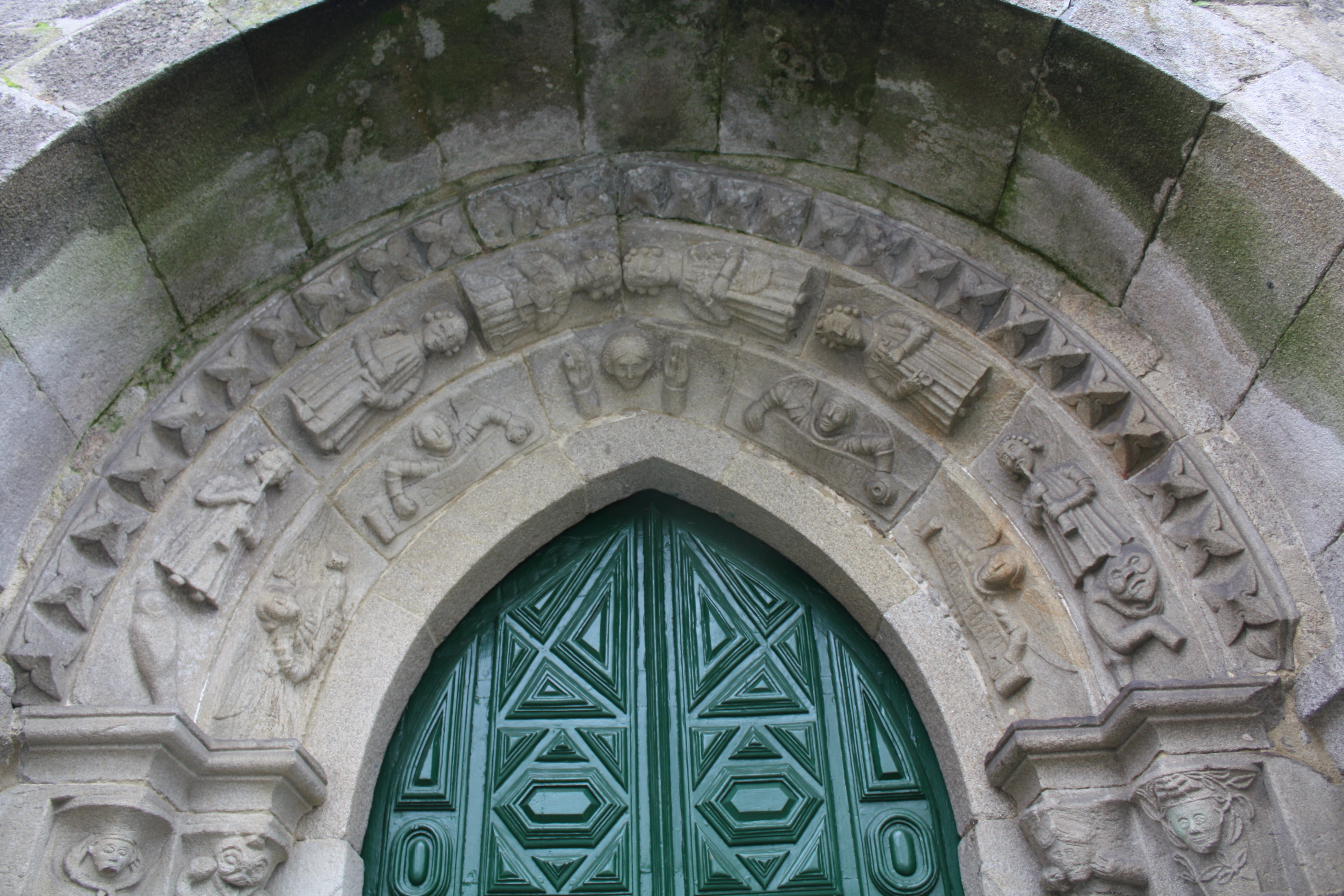
Arquivoltas de la puerta gótica
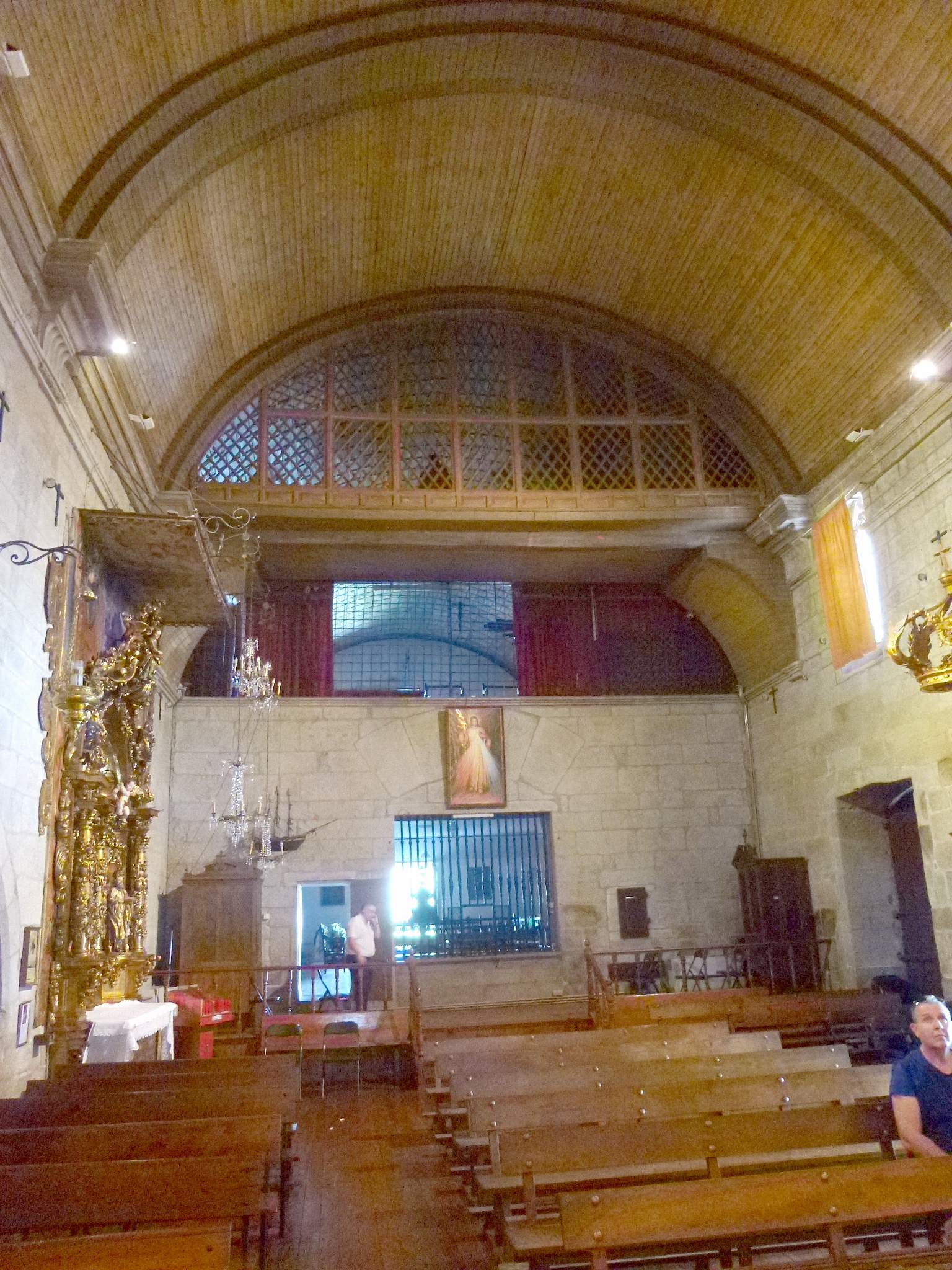
Interior y coro
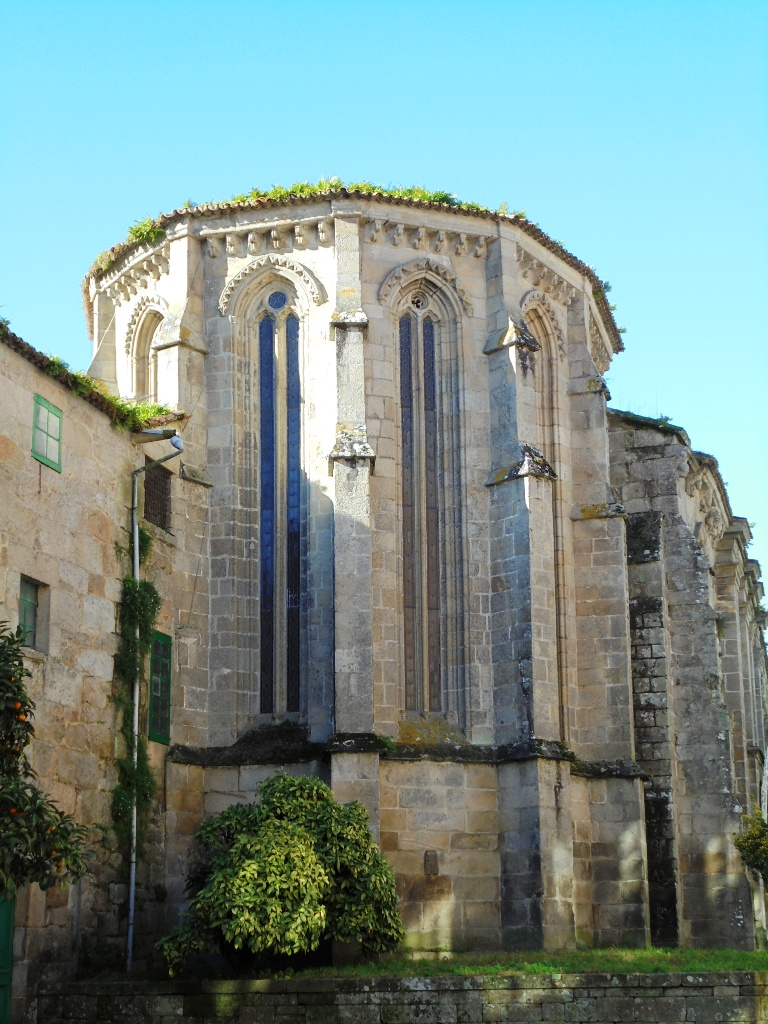
Ábside gótico
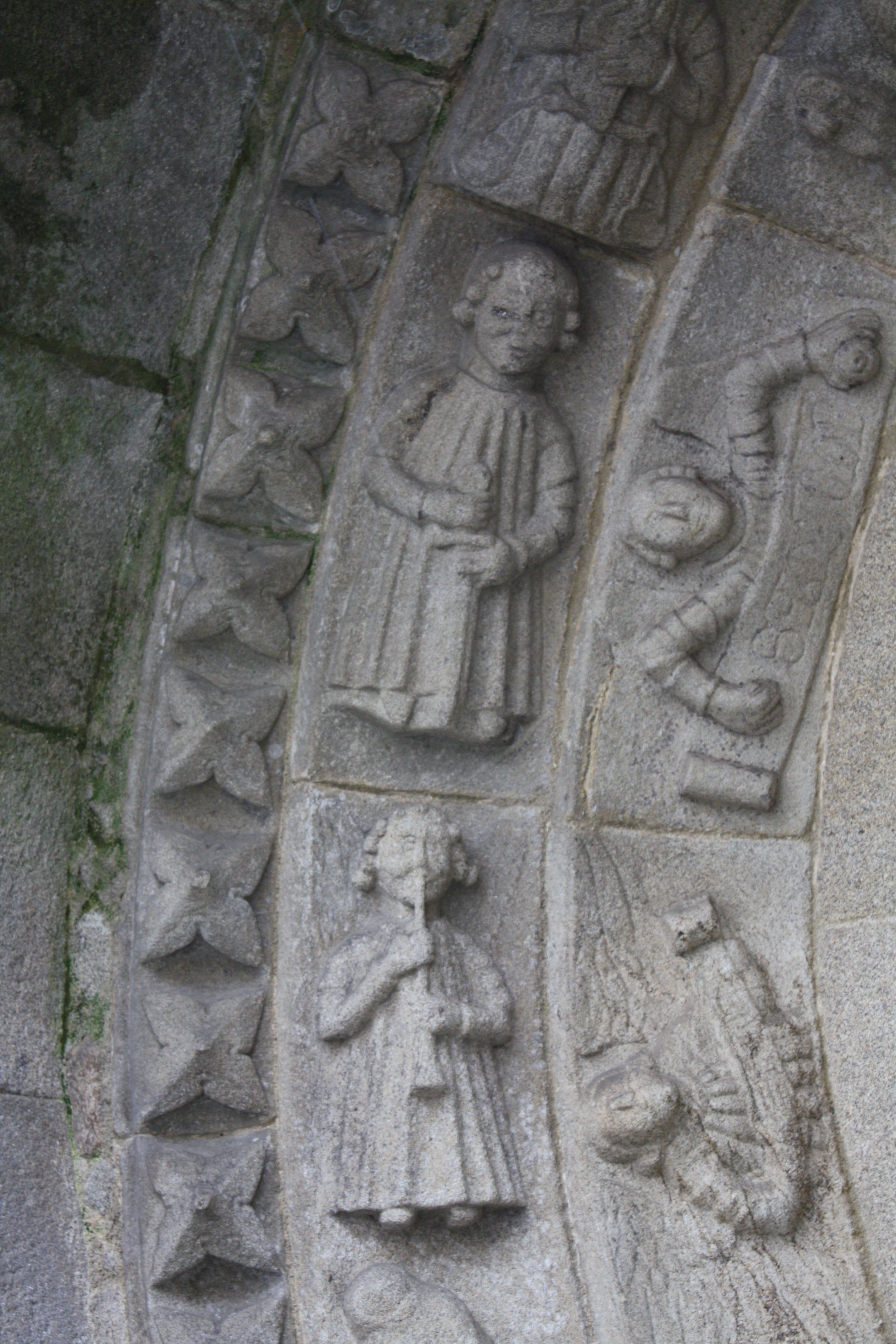
Arquivoltas esculpidas
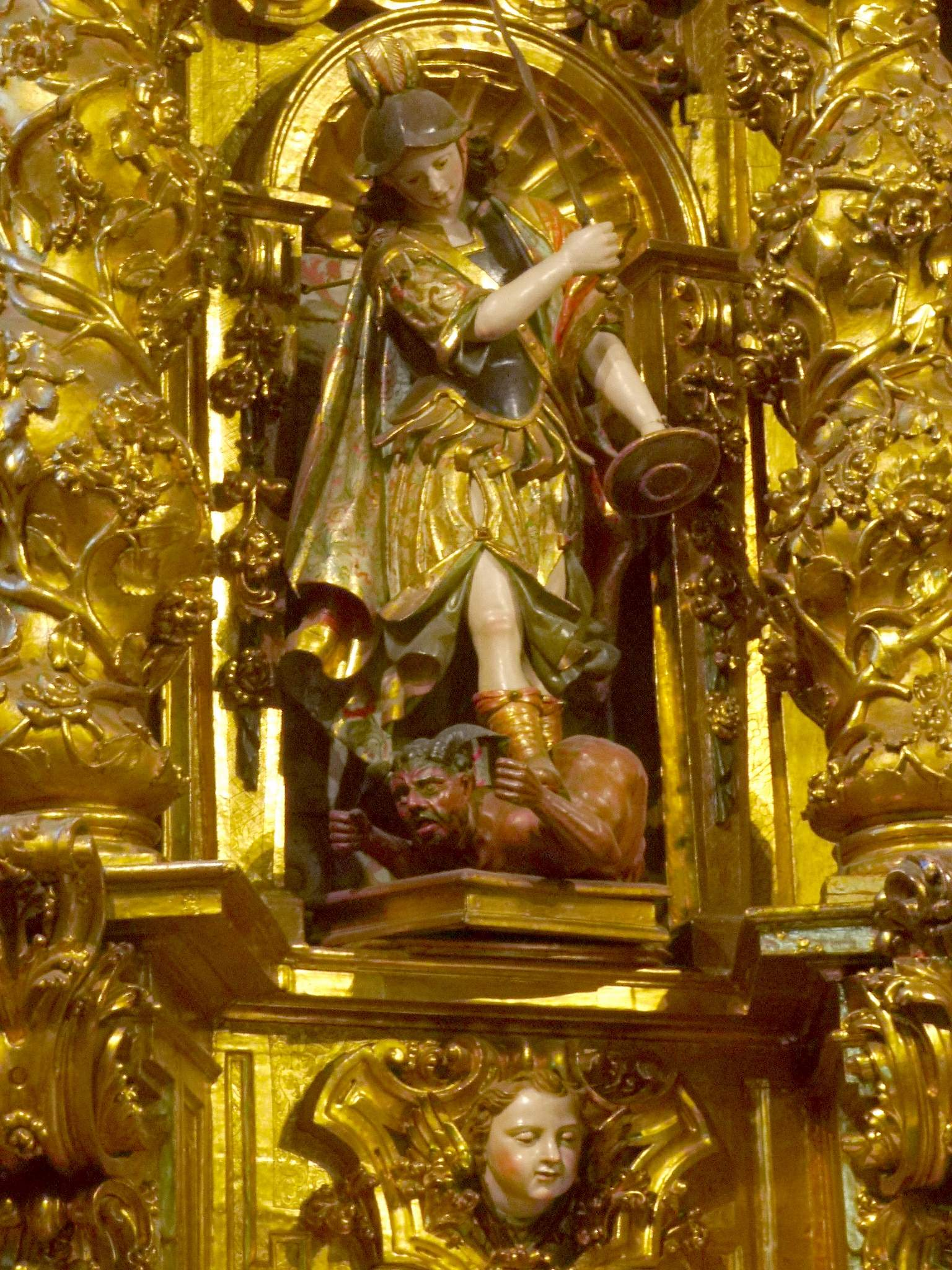
Retablo
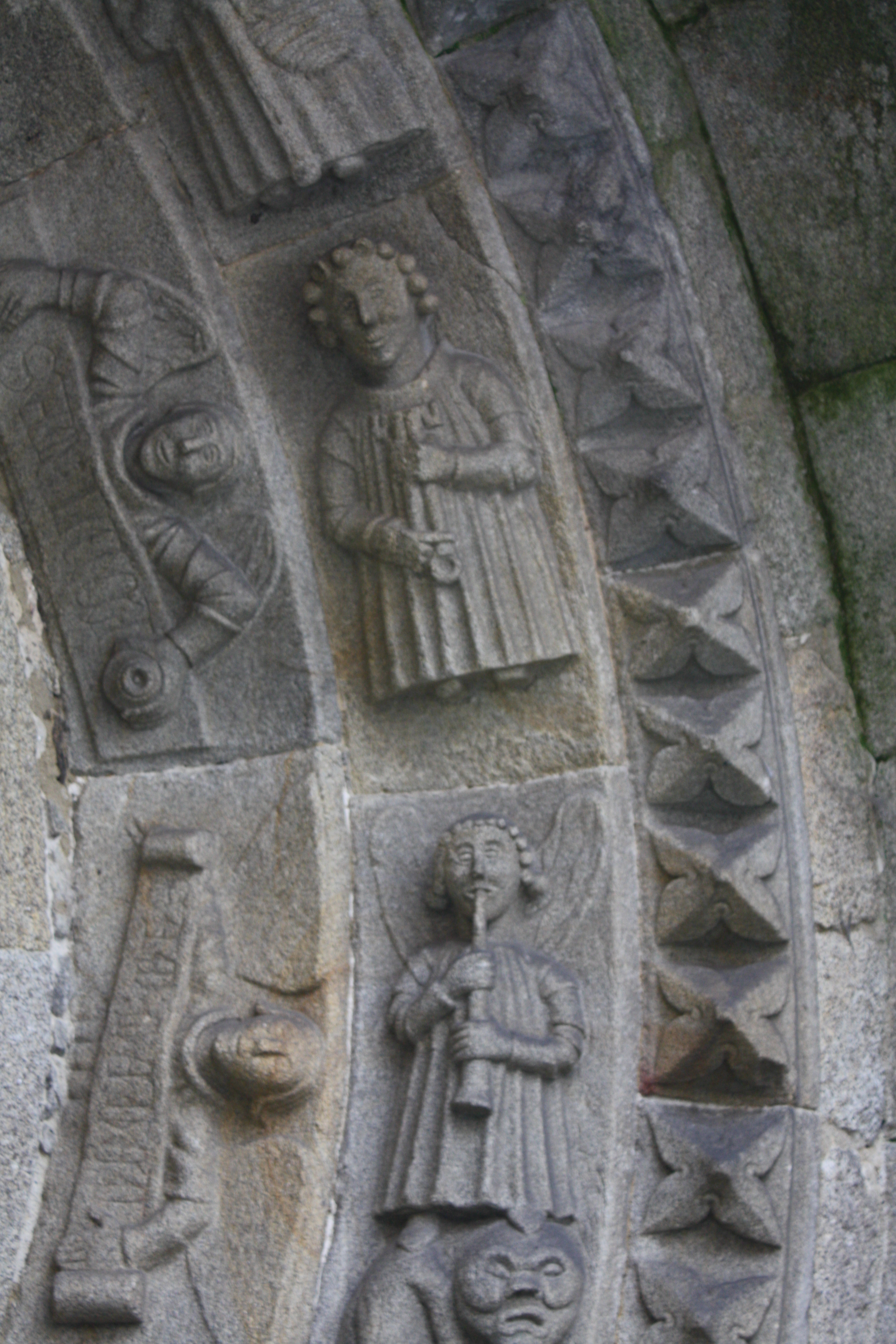
Ángel tocando la trompeta
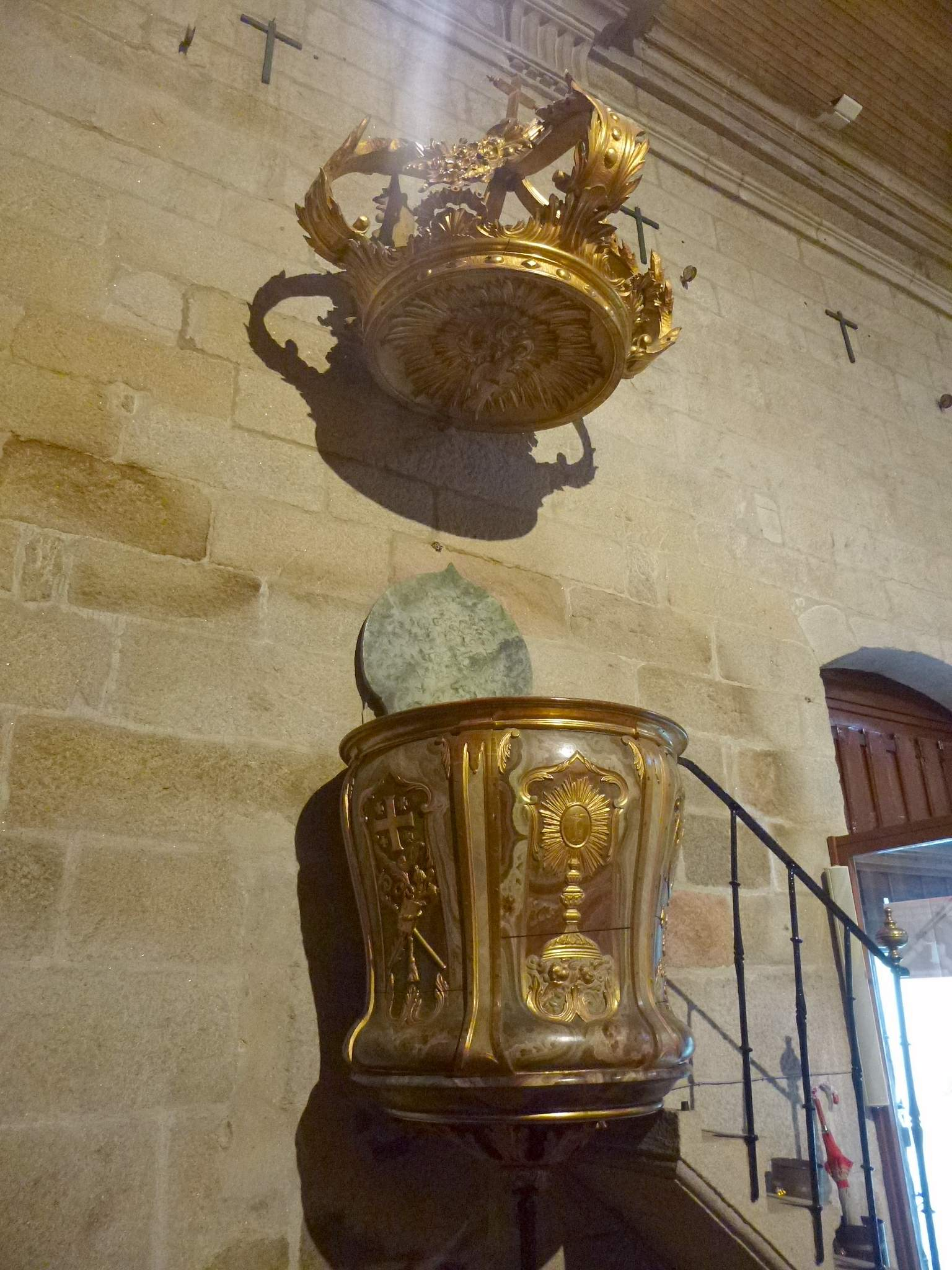
Púlpito
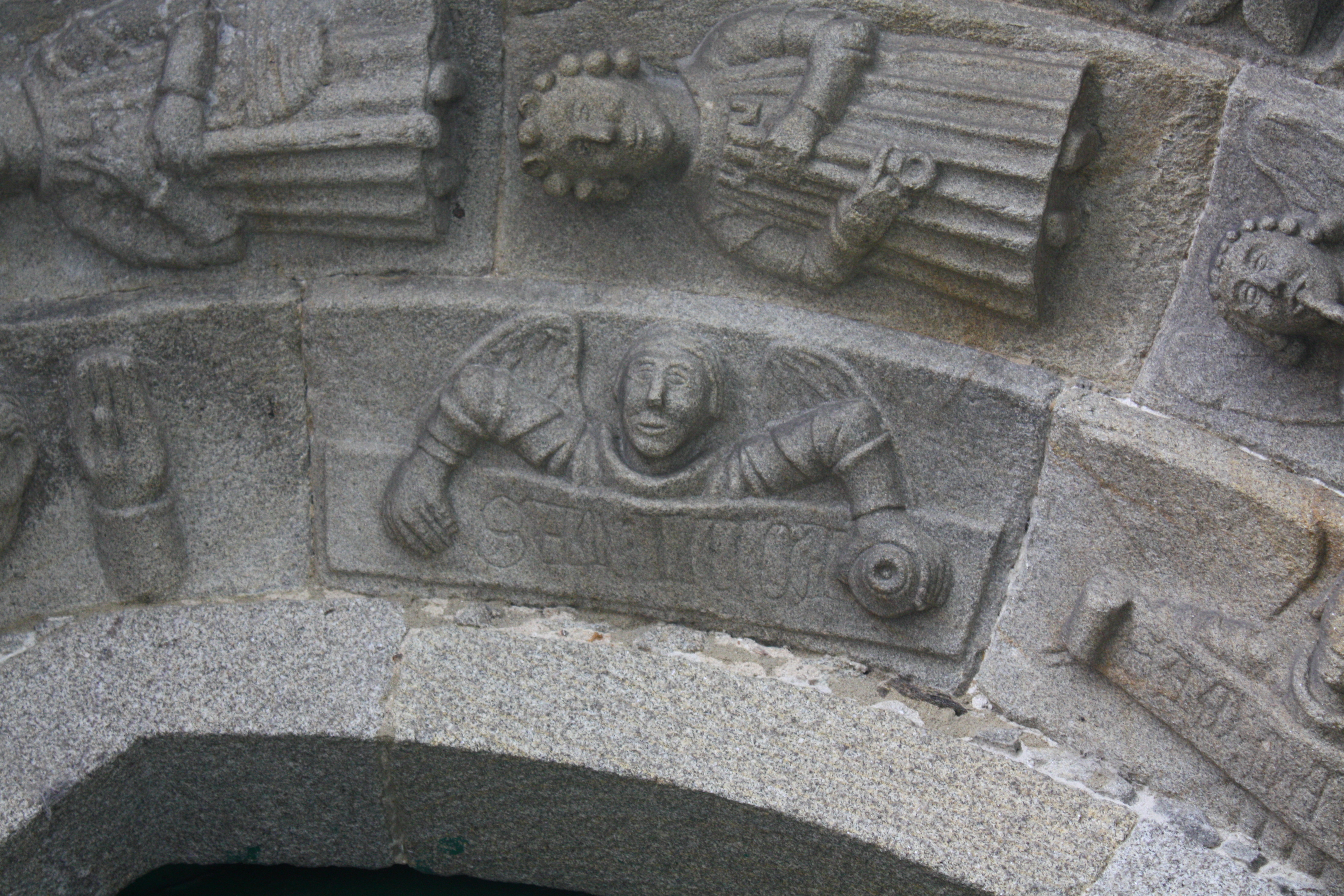
Arquivoltas esculpidas
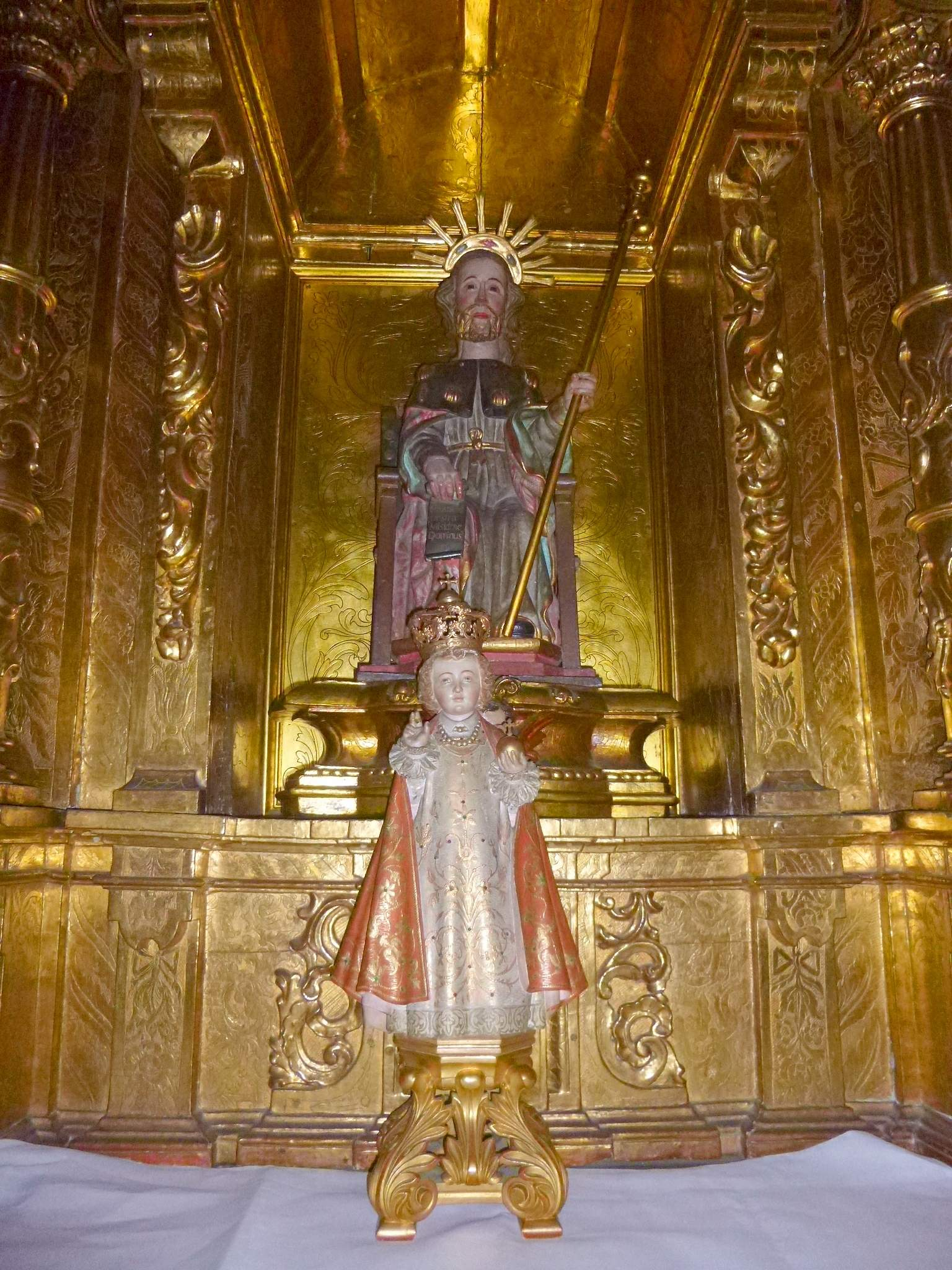
Retablo
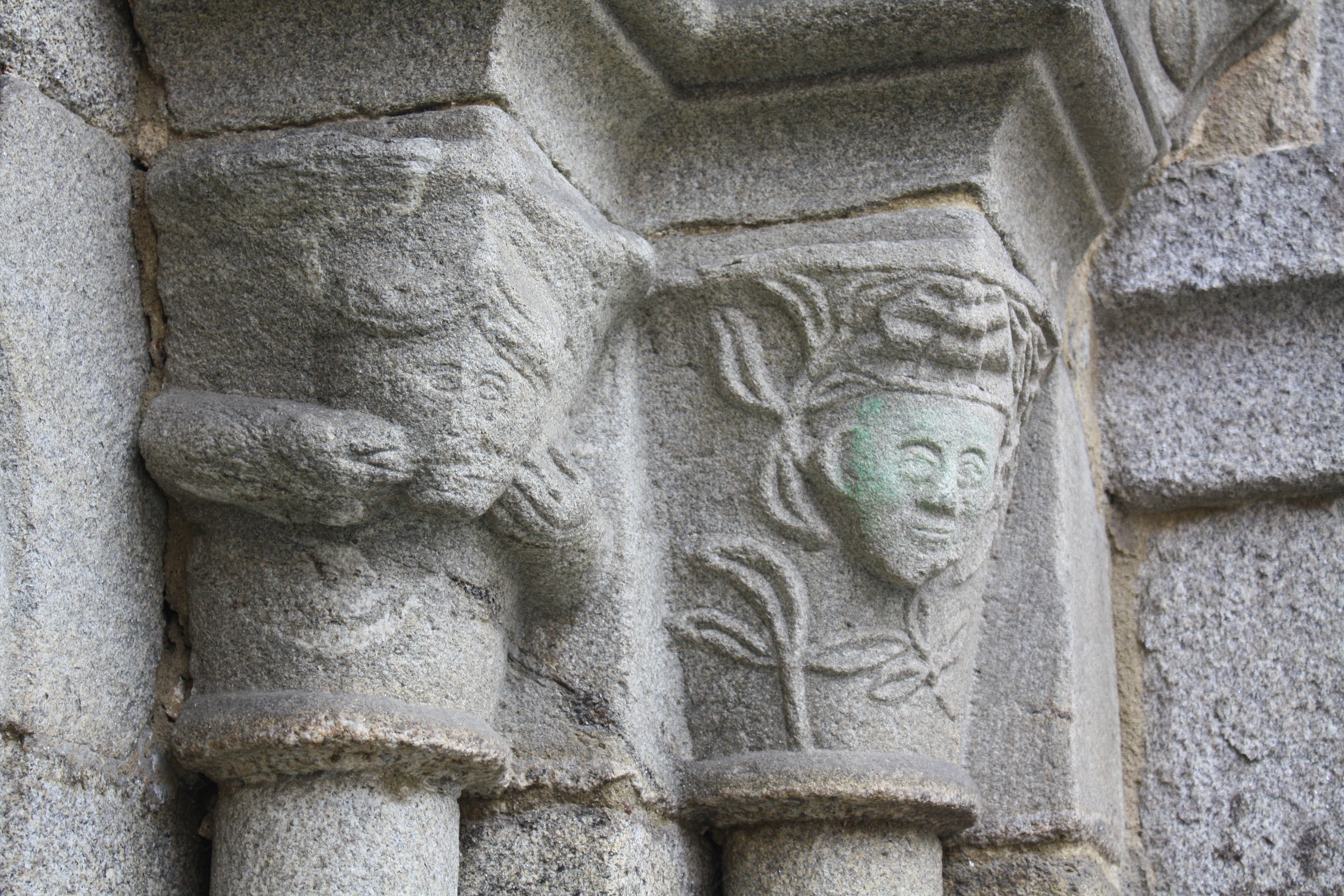
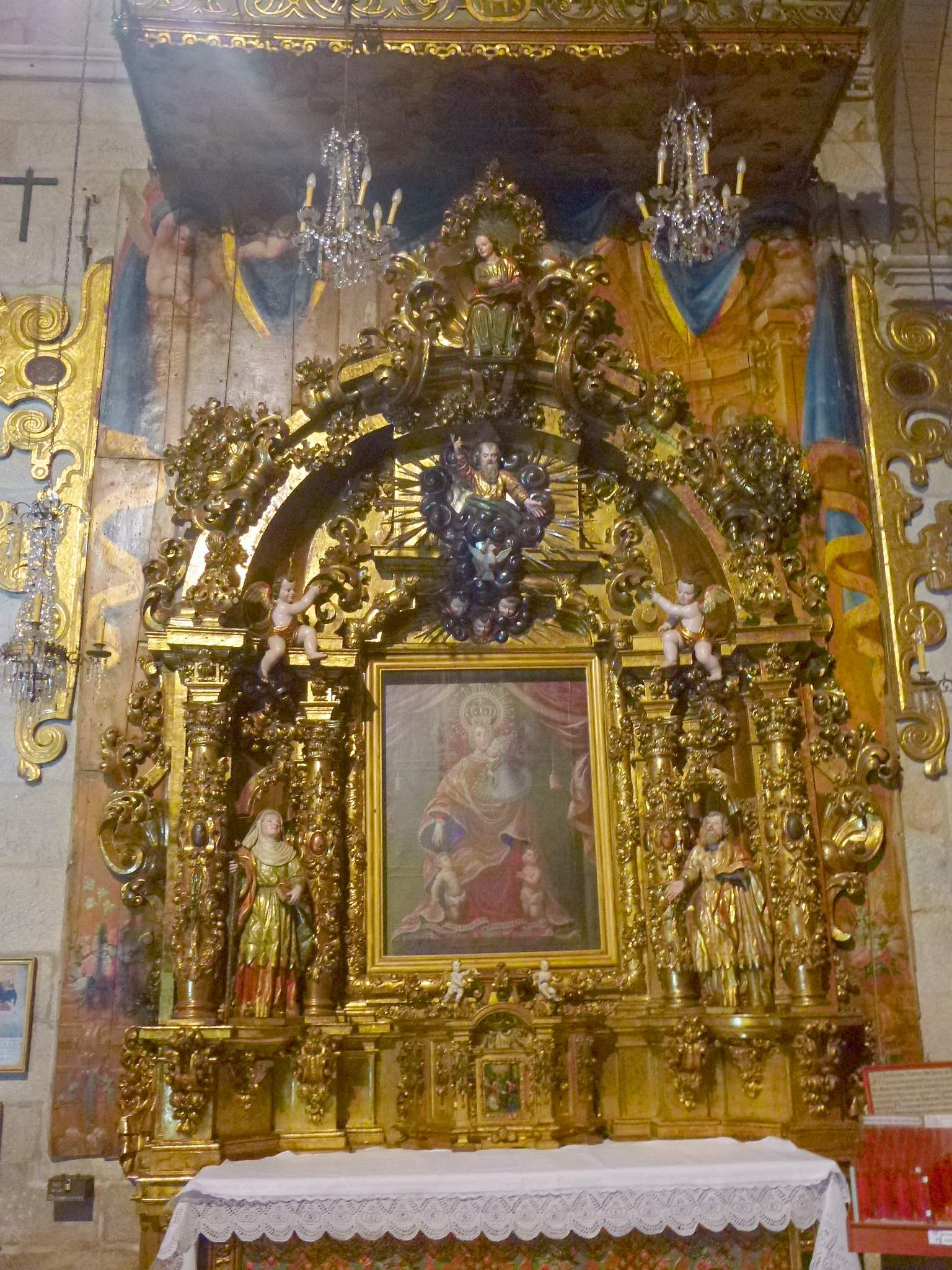
Retablo
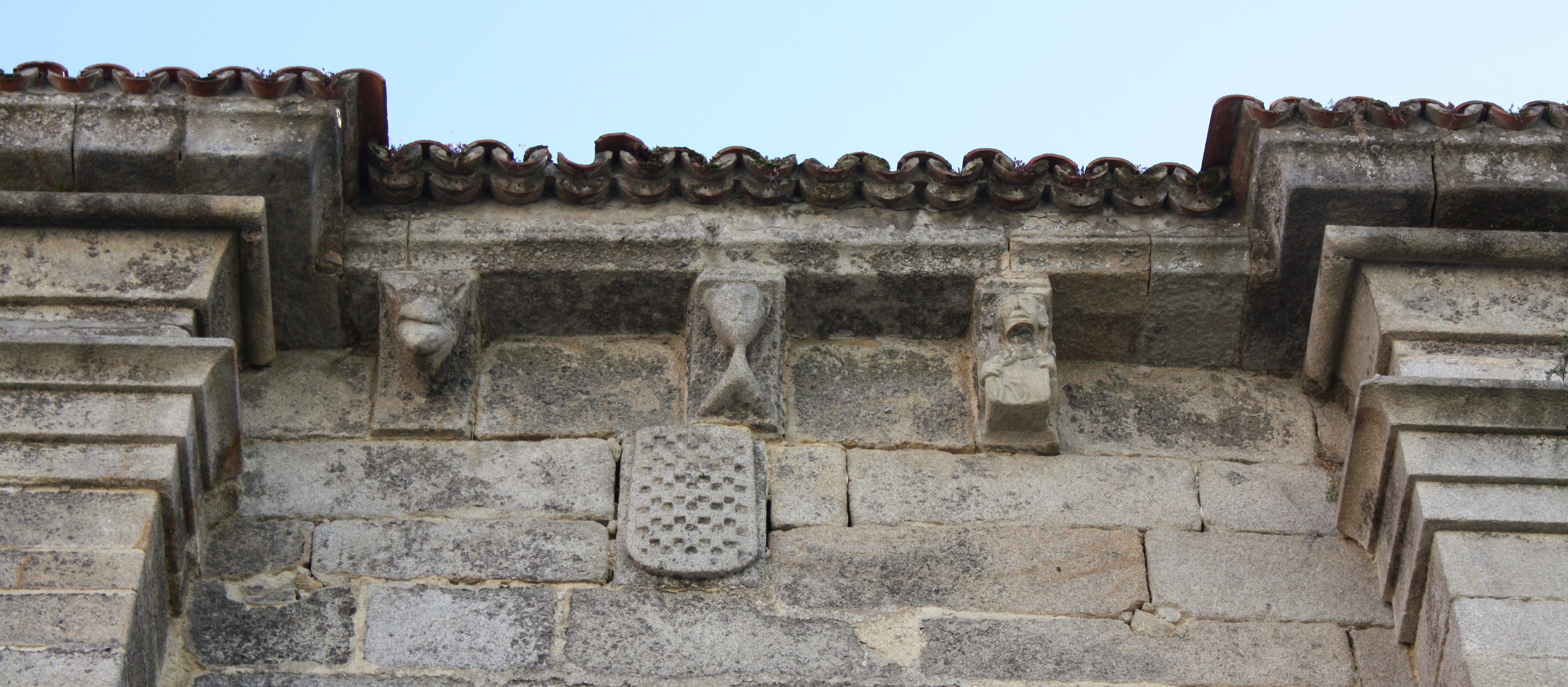
Canecillos
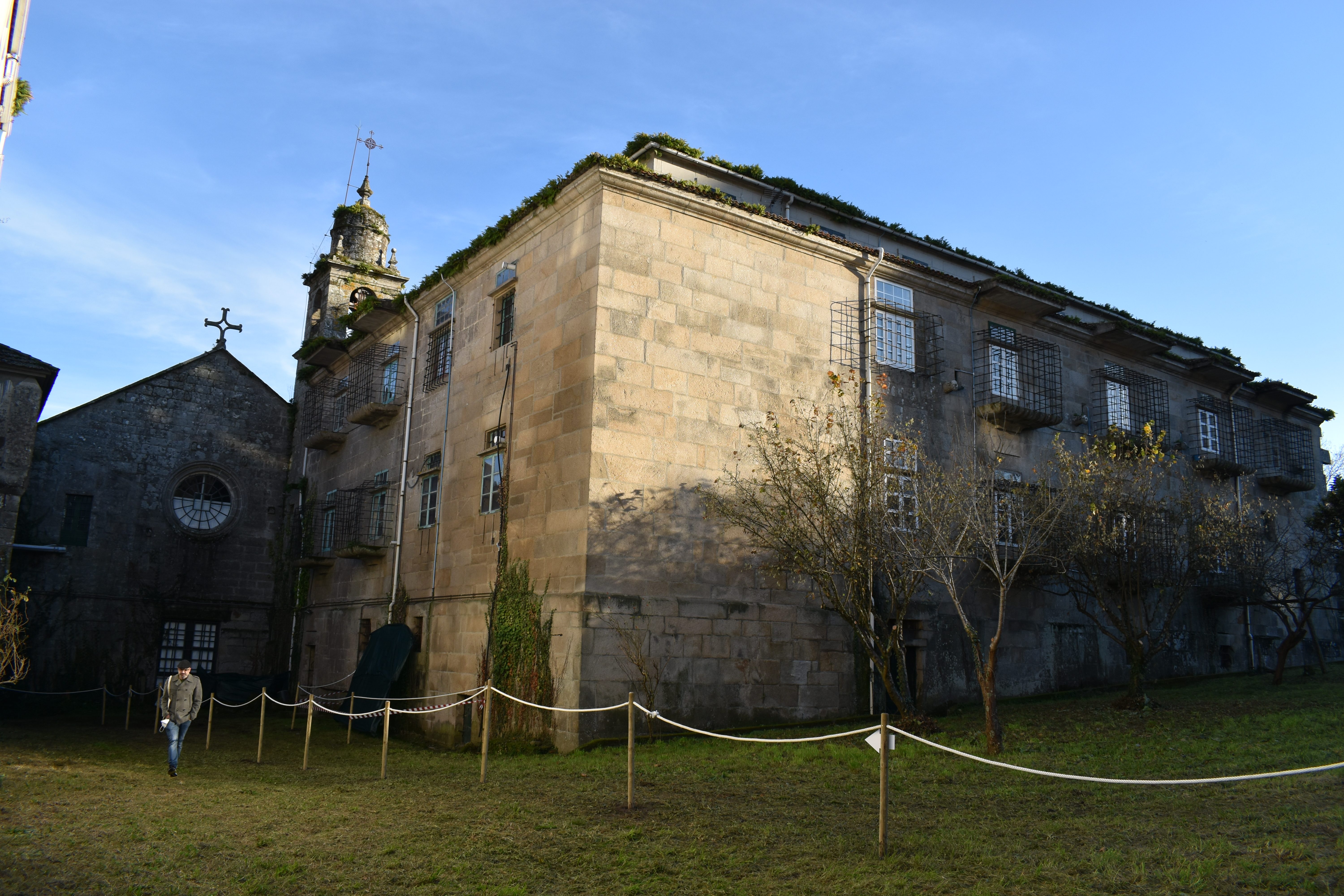
Convento e iglesia
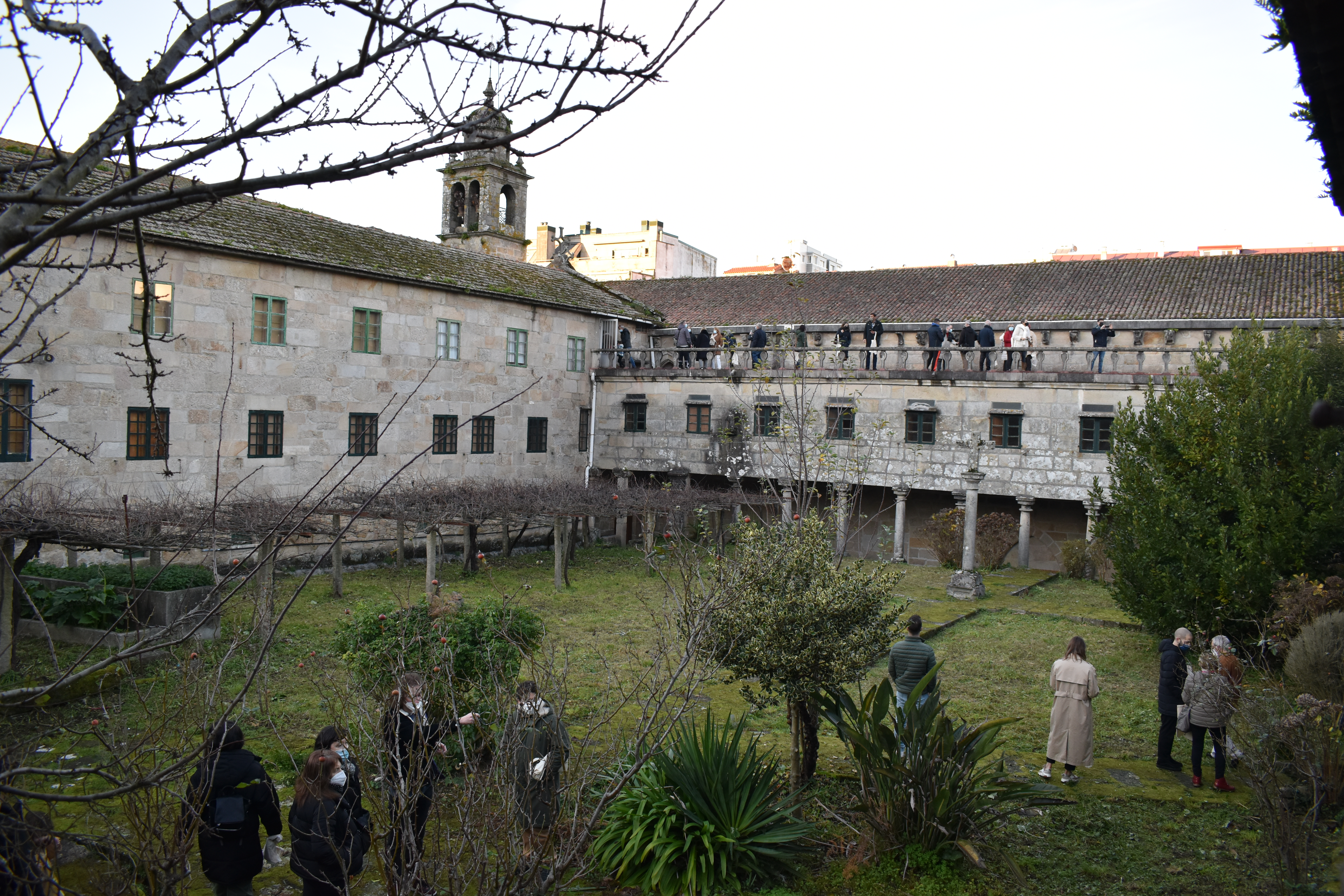
Claustro y convento
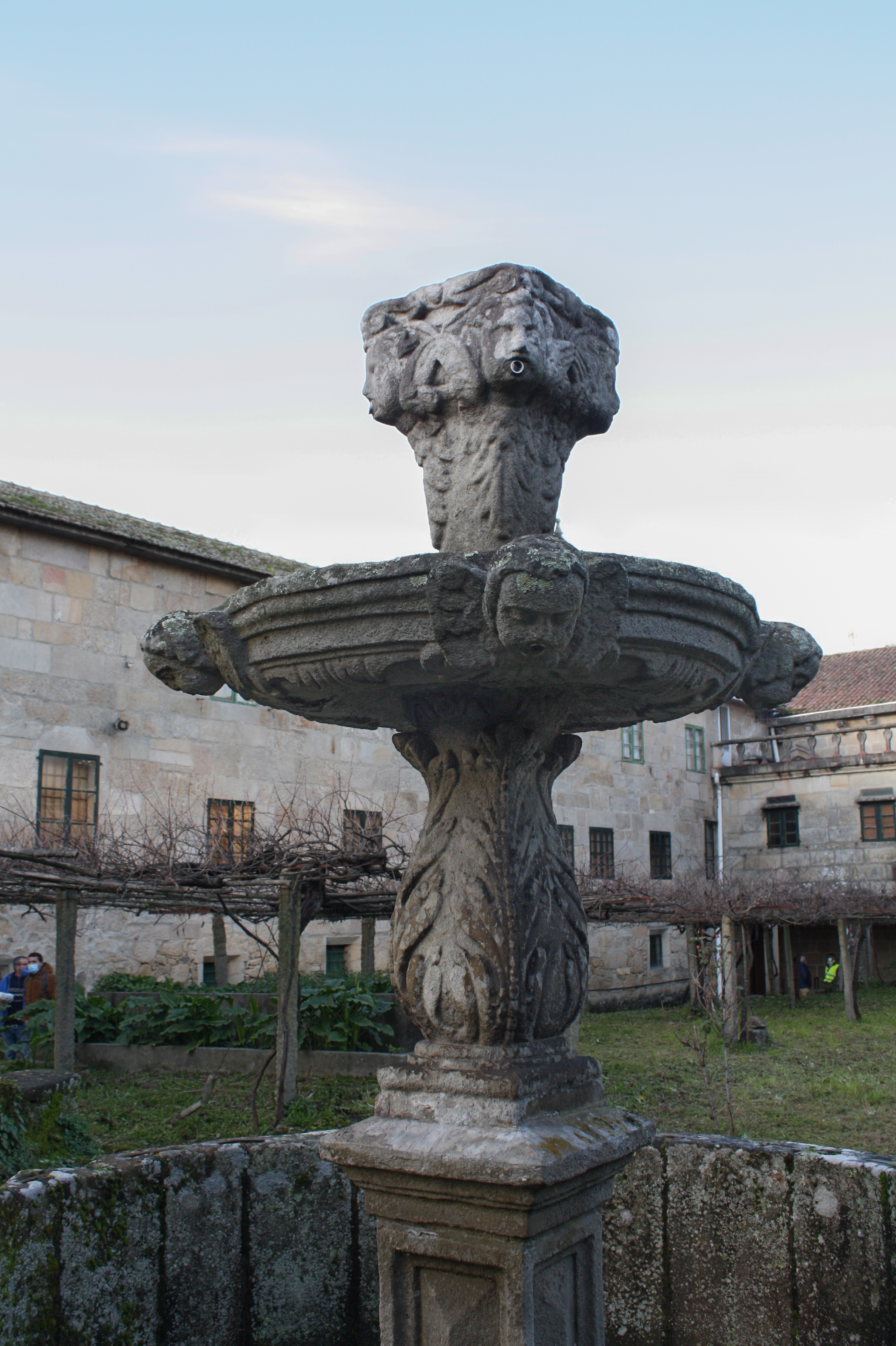
Fuente en el jardín
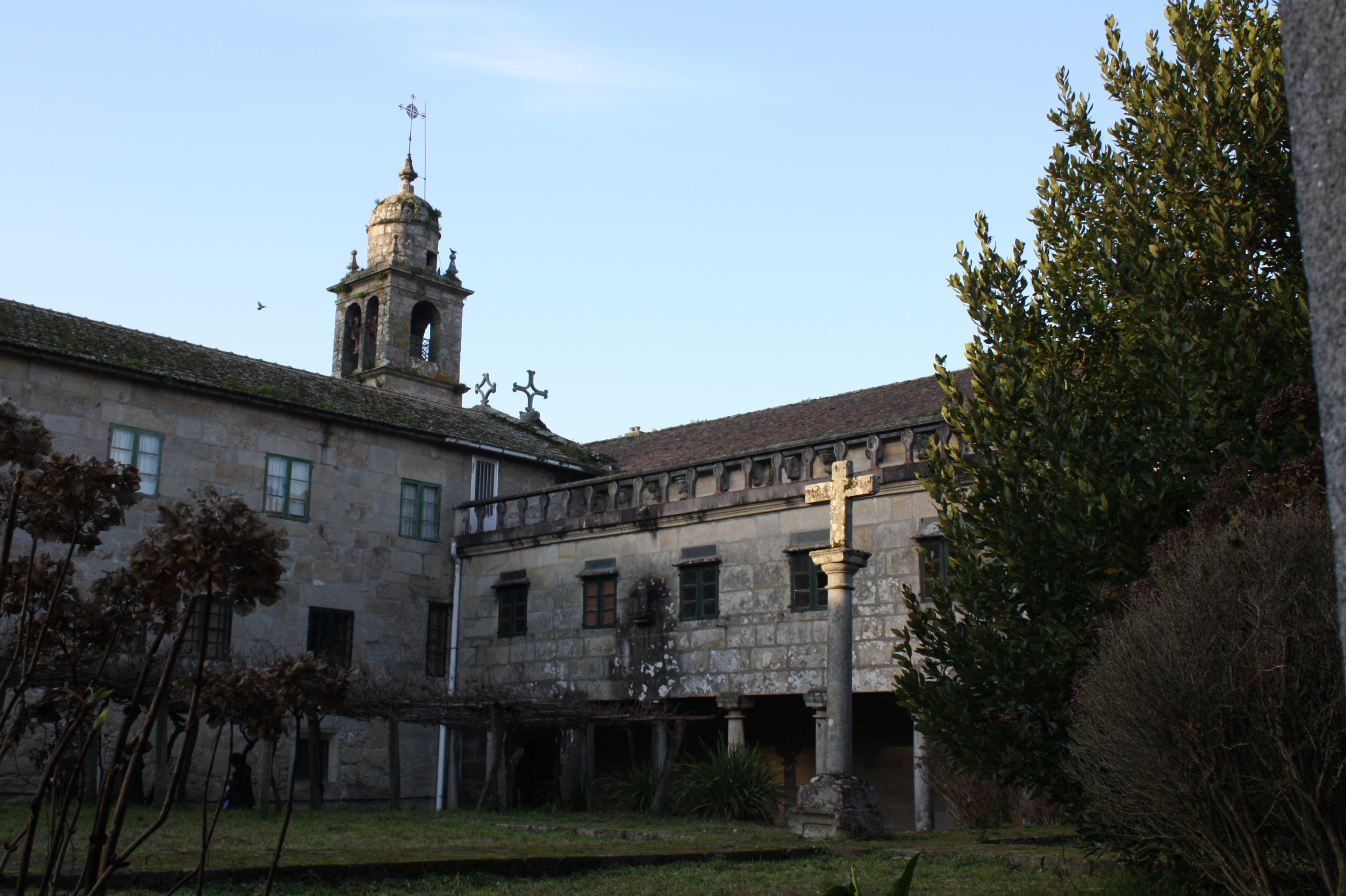
Crucero